# 石田美紀
石田 美紀（いしだ みのり、1972年 - ）は、日本の映画批評家、映画学者、新潟大学人文学部准教授。
専門は映像文化論。

## 人物・来歴
京都府生まれ。京都大学大学院人間・環境学研究科博士課程を修了。2008年、著書『密やかな教育 〈やおい・ボーイズラブ〉前史』が洛北出版より刊行される。同書において、竹宮惠子と増山法恵と佐川俊彦へのインタヴューを行った。2005年「ファシスト政権下イタリア映画の自己形成における「白」の視覚 :批評用語「白い電話」をめぐる諸問題」で京大博士（環境・人間学）。2007年新潟大学人文学部准教授。

## 著書
- 『密やかな教育 〈やおい・ボーイズラブ〉前史』（2008年、洛北出版）
- 『アニメと声優のメディア史 なぜ女性が少年を演じるのか』青弓社、2020.12

### 共編著
- 『竹宮惠子カレイドスコープ』竹宮惠子、原田マハ、寺山偏陸、さいとうちほ、勝谷誠彦共著、新潮社、とんぼの本 2016.9

- 『ユリイカ 2017年9月臨時増刊号 総特集◎幾原邦彦 ―『少女革命ウテナ』『輪るピングドラム』『ユリ熊嵐』…僕たちの革命と生存戦略』内、「3でつながる輪」、青土社 2017.8

### 翻訳
- アレッサンドロ・ピッコローミニ『女性の良き作法について』岡田温司共編訳（2000年、ありな書房
- キャロリン・コースマイヤー『美学 ジェンダーの視点から』長野順子、伊藤政志共訳、（2009年、三元社